# 경상북도청신도시
경상북도청신도시(慶尙北道廳新都市)는 대한민국 경상북도 안동시 풍천면과 예천군 호명읍 일원에 조성중인 신도시이다.
2008년 경상북도청 이전지로 선정되었으며, 대구광역시에 있던 경상북도청, 경상북도의회, 경상북도교육청이 2016년 2월에 이전하였고, 경상북도경찰청은 2018년 7월에 이전하였다.
그 밖에 대구광역시 북구 학정동에 밀집되어 있는 경상북도청 산하 사업소들은 경상북도청신도시를 포함한 경상북도 내 여러 시·군으로 분산 이전할 예정이나 이해 관계 때문에 이전에 난항을 겪고 있다. 그리고 특별지방행정기관들은 정부경북지방합동청사로 이전할 예정이다.

## 연혁
- 1896. 08. 04 13도제 실시로 '경상북도'라 칭하고 대구에 관찰사 설치
- 1966. 04. 01 대구 중구 포정동에서 신도시 이전 직전 위치(북구 산격동)로 도청사 이전
- 1981. 07. 01 대구광역시 설치, 대구직할시 및 인천직할시 설치에 관한 법률
- 1994. 03. 29 도의회 도청소재지 후보지선정 용역의뢰
- 1995. 03. 10 후보지선정 용역보고서에 대한 불신결의안 제츨
- 1995. 05. 03 후보지선정 수정안 의결, 집행부 송부, 6개 후보지(안동, 구미, 포항, 영천, 경주, 의성)
- 1999. 12. 27 도청소재지선정추진위원회조례(안) 유보결정
- 2006. 07. 28 새경북기획단 도청이전 T/F팀 구성
- 2006. 11. 14 도청이전조례(안) 의원 32명 발의
- 2006. 12. 08 도청이전조례 집행부(안) 도의회 제출
- 2006. 12. 22 도청이전조례(안) 도의원 의견수렴
- 2007. 12. 21 도청이전추진위원회 제5차 회의
- 2007. 01. 11 도의회 충청남도 이전사례 벤치마킹
- 2007. 02. 09 도청이전조례(안) 본회의 의결
- 2007. 03. 02 도청이전 조례 공포(조례 제 2964호)
- 2007. 03. 27 도청이전추진위원회 위원 위촉동의(안) 본회의 가결
- 2007. 04. 12 도청이전관련 특별법 제정 공조협약체결(충남도)
- 2007. 04. 24 도청이전추진위원회 위원 위촉(17명)
- 2007. 05. 22 페어플레이를 위한 협약체결(도, 시군, 의회)
- 2007. 06. 14 도청이전추진위원회 운영규칙 공포(규칙 제2560호)
- 2007. 06. 15 도청이전추진위원회 제2차 회의
- 2007. 08. 24 도청이전추진위원회 제3차 회의
- 2007. 09. 13 도청이전자문위원회 위촉식 및 제1차 회의
- 2007. 10. 26 도청이전추진위원회 제4차 회의
- 2007. 11. 23 도청이전자문위원회 선진사례시찰 및 회의
- 2012. 02. 07 도청이전신도시 건설사업 개발계획서(안) 건설위원회 심의·의결
- 2012. 02. 29 도청이전신도시 건설사업 개발계획 승인·고시
- 2012. 05. 09 개발계획 1차 변경 및 실시계획(안) 승인 신청
- 2012. 05. 30 도청이전신도시 건설자문위원회 자문
- 2012. 06. 08 도청이전신도시 건설위원회 자문
- 2012. 07. 06 도청이전신도시 건설사업 실시계획(안) 건설위원회 심의
- 2012. 07. 31 경북도청이전신도시 건설사업(1단계) 실시계획 승인·고시
- 2012. 09. 12 1단계구역 부지조성공사 착공
- 2012. 11. 08 도청이전신도시 조성토지 등 공급절차 및 공급기준 결정
- 2012. 11. 21 도청이전신도시 건설사업 선수금수령 승인
- 2013. 02. 05 신도시건설자문위원회 유비쿼터스도시계획 수립 용역 중간보고회 자문
- 2013. 04. 26 신도시건설자문위원회 유비쿼터스도시계획 수립 용역 완료보고회 자문
- 2013. 05. 30 신도시건설위원회 개최
- 2013. 06. 26 신도시건설자문위원회(공공디자인분과)개최
- 2013. 07. 23 신도시건설자문위원회(도시계획분과, 공공디자인 분과)개최
- 2013. 08. 13 신도시건설위원회 개최
- 2013. 10. 17 신도시건설자문위원회 문화공원 조성계획 자문
- 2013. 11. 15 신도시건설자문위원회(공공디자인분과)개최
- 2013. 12. 18 신도시건설위원회 개최
- 2013. 12. 31 유비쿼터스도시 계획 국토교통부 승인
- 2014. 01. 06 유비쿼터스도시계획 도보 공고
- 2014. 01. 13 유비쿼터스도시건설 사업시행자 지정(경북개발공사)
- 2014. 02. 18 U-City 건설 사업설명회 개최
- 2014. 03. 06 유비쿼터스도시 사업협의회 운영조례 공포
- 2014. 03. 17 개발계획 변경(2차) 및 실시계획 변경(1차) 승인·고시
- 2014. 05. 02 U-City T/F팀 구성 및 회의개최
- 2014. 06. 26 U-city 사업협의회 구성
- 2016. 02. 20 경상북도청과 경상북도의회가 2월 12일 ~ 20일 사이에, 경상북도교육청이 2월 15일 ~ 27일 사이에 이전하였다.
- 2016. 02. 22 신도시 건설사업(1단계) 공사완료 공고
- 2016. 03. 10 도청 및 도의회 신청사 개청
- 2016. 10. 14 신도시 건설 공동위원회 개최
- 2016. 11. 22 신도시 건설사업 개발계획변경(6차) 승인
- 2018. 03. 08 개발계획(7차) 및 2단계 실시계획 승인 고시
- 2018. 07. 05 경북지방경찰청이 6월 25일 ~ 7월 5일 사이에 이전하였다.

## 행정구역 문제
경북도청신도시는 안동시와 예천군 경계 지역에 걸쳐 있어서 여러 불편이 예상되어 행정 구역 통합이 논의되었으나, 2016년 총선에서 안동·예천 국회의원 선거구 통합이 무산된 후 지지부진한 상태에 있다.